# Arthur Briggs (cầu thủ bóng đá)
Arthur Briggs (27 tháng 5 năm 1900 – 12 tháng 3 năm 1987) là một cầu thủ bóng đá người Anh thi đấu ở vị trí thủ môn cho Hull City, Tranmere Rovers và Swindon Town. Ông có 246 lần ra sân cho Tranmere.